# Metropolita

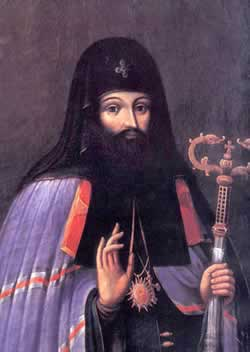
Pedro Moguila, Metropolita de Kiev, Galícia e Toda Rus'

Metropolita (grego: μητροπολίτης , de μητρόπολις  - capital, mãe das cidades) é um título de alguns líderes das Igrejas orientais, que podem ser católicas ou ortodoxas. O Metropolita é arcebispo de uma determinada província eclesiástica, formada em geral por três ou mais dioceses. Essas dioceses têm independência episcopal, cada bispo tem sua autonomia, mas o bispo referencial (metropolita) é aquele que preside a Arquidiocese Metropolitana.

## Igreja Católica Romana
Na Igreja Católica, um metropolita pode designar também um arcebispo de uma arquidiocese sede de uma província eclesiástica, a qual é formada por várias dioceses. Tem todos os poderes do bispo em sua própria arquidiocese e poderes de supervisão e jurisdição limitada sobre as demais dioceses (chamadas sufragâneas). O pálio, conferido pelo Papa, é o símbolo da sua qualidade de metropolita.
Na Igreja Católica Romana, todos os metropolitas são arcebispos.
As Igrejas cristãs do oriente usam o título em formas variadas:
As Iigrejas gregas classificam o metropolita abaixo da dignidade de patriarca, que se designam geralmente de arcebispos.
O caso inverso ocorre entre as demais Iigrejas ortodoxas, onde os metropolitas se classificam acima dos arcebispos, podendo o título ser utilizado tanto para sede do primado como para qualquer cidade importante.
Também os protestantes utilizam o termo. A Igreja Anglicana, denomina metropolita (ou metropolitano) o chefe da ala nacional.